# Jamais domptés (album, 2000)
Cet article concerne le coffret de 2000. Pour l'album de 1981, voir Jamais domptés (album, 1981).
Albums de  Bijou
Pic à glace
(1989) Hit Pop
(2000)
Jamais domptés est un coffret du groupe Bijou regroupant tous les albums studio et live plus diverses chansons sorties hors albums.

## Titres

### Disque 1
1. Garçon facile
2. C'est un animal
3. Marie-France
4. La vie c'est comme ça
5. Danse avec moi
6. Allez comprendre
7. Comme tu es belle
8. La fille du Père Noël
9. Pow-Wow
10. C'est encore l'automne
11. Où va-t-elle?
12. Vieillir
13. C'est un animal (Version single)
14. Dynarock
15. OK Carole
16. Sidonie (je suis fou d'elle)
17. Décide-toi
18. Art majeur
19. Survie à Varsovie
20. Les papillons noirs
21. Pic à glace

### Disque 2
1. (Je connais) Ton numéro de téléphone
2. Je te tuerai
3. Lundi matin
4. L'amitié
5. J'avais un ami
6. Non, pas pour moi
7. Si tu dois partir
8. Le tueur
9. Betty Jane Rose
10. Tout va très bien
11. Le kid
12. Je n'veux pas dormir
13. Troisième guerre mondiale
14. Je me demande
15. Même pas dix heures
16. Je cours
17. Attaque cardiaque
18. Tu peux courir
19. J'ai l'habitude
20. Je ne t'oublierai jamais
21. Je pense à toi
22. Les cavaliers du ciel
23. Je ne t'oublierai jamais (Version single)

### Disque 3
1. OK Carole (Live)
2. Vie, mort et résurrection d'un groupe passion (Live)
3. Décide-toi (Live)
4. Comme tu es belle (Live)
5. Relax Baby Be Cool (Live)
6. Il revient (Live)
7. Je pense à toi (Live)
8. J'ai l'habitude (Live)
9. Les cavaliers du ciel (Live)
10. Danse avec moi (Live)
11. Vieillir (Live)
12. Betty Jane Rose (Live)
13. Je ne t'oublierai jamais (Live)
14. Dynarock (Live)
15. Le kid (Live)
16. Tapage nocturne
17. Jolie laide
18. Continental
19. Woo Ho ou Woo Ho
20. Rock à la radio
21. Fais attention
22. P. 38
23. Rien qu'un doute

### Disque 4
1. Tombé de haut
2. Johnny
3. Tout recommencer
4. Pas comme vous
5. C'est la panique
6. Ne crois pas
7. Tout, tu étais tout
8. Hé, vous là
9. Je hais les mecs comme toi
10. Bijou bop
11. Au nom de l'amour
12. Les gens parlent
13. J'aime pas
14. Tu me manques B.B.
15. Lisa Maria
16. Qu'on me foute la paix
17. Mauvais garçon
18. Chacun pour soi
19. Tout me fait rire
20. Ma D.S.
21. Sourire d'ange
22. Passage souterrain
23. Lola